# Kvasir

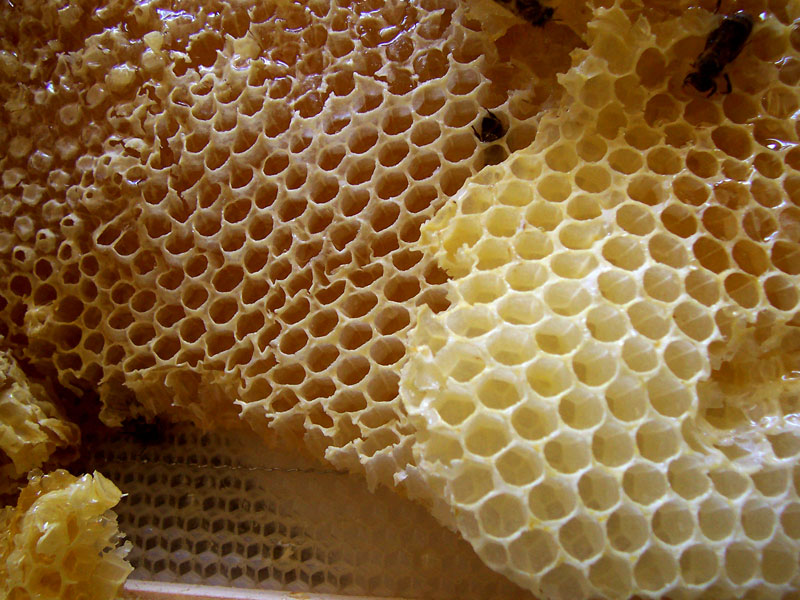
Bresques de mel, després de la seva mort, la sang de Kvasir es va drenar i la barrejaren amb mel, que es va convertir en el Hidromel de la poesia.

A la mitologia nòrdica Kvasir va ser un ésser nascut de la saliva dels Æsir i els Vanir, dos grups de déus. Extremadament intel·ligent, Kvasir viatja pel món sencer, ensenyant i difonent el coneixement. Això va continuar fins que els nans Fjalar i Galar mataren Kvasir i el buidaren de la seva sang. Els dos van barrejar la seva sang amb mel, el que resultà en la Hidromel de la poesia, una hidromel que impregna el bevedor amb grans habilitats de skald, saviesa i la propagació del que finalment va resultar en la introducció de la poesia a la humanitat.
Kvasir és anomenat a la Edda prosaica i a la Heimskringla, ambdues escrites per Snorri Sturluson al segle xiii, i en la poesia dels skalds. D'acord amb la Edda prosaica, Kvasir va ser instrumental en la captura i encadenament de Loki i una evemeritzada història del déu apareix en la Heimskringla, on se certifica com el més savi entre els Vanir.
Els estudiosos han connectat Kvasir als mètodes de les pràctiques de producció de begudes i a l'establiment de la pau entre els pobles de l'antiguitat, i han apuntat a una possible base Protoindoeuropea del mite a través dels contes en sànscrit relacionats amb la beguda sagrada Soma i el seu robatori pel déu Indra.

## Etimologia

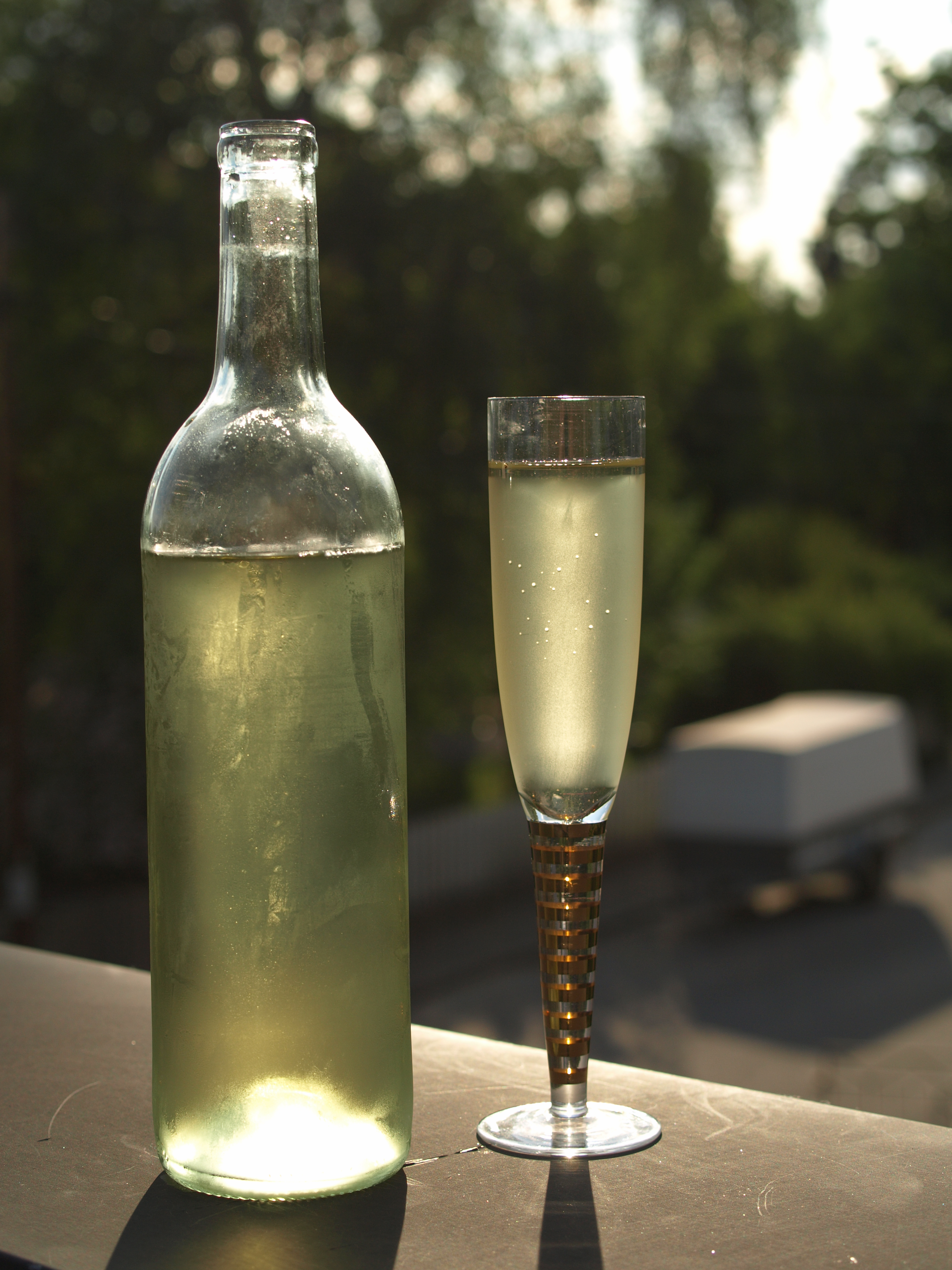
Hidromel sueca. L'hidromel va ser una beguda habitual a l'Antiguitat i una de les begudes alcohòliques fermentades més antigues. El seu consum és habitual a països del nord d'Europa, especialment en dates senyalades.

L'arrel kvas- a  Kvas-ir probablement es deriva del Proto-germànic kvas-, que significa "esprémer, esquaix, aixafar". Pel que fa a aquesta etimologia el lingüista Albert Morey Sturtevant comenta que els "fluids poden resultar de la trituració o premsat d'un objecte. En idioma danès Kvase es fa servir per aixafar alguna cosa per tal d'esprémer el suc. Per tant, estem justificats a assumir la síl·laba mare a kvas-ir com que fa referència al fet que el fluid (saliva) de la qual va ser creat i que el nom Kvasir denota la persona que posseeix les qualitats característiques inherents a aquest líquid, és a dir, inspiració poètica i la saviesa.”

## Mencions
A la Edda prosaica, Kvasir apareix en els llibres Gylfaginning i Skáldskaparmál. Kvasir s'esmenta una sola vegada en el Gylfaginning, en el capítol 50, on la figura entronitzada de l'Alt diu a Gangleri (Gylfi disfressat) com Loki va ser capturat pels déus després de ser responsable de l'assassinat del déu Baldr. En el capítol l'Alt diu que mentre Loki estava amagat dels déus sovint va prendre la forma d'un salmó durant el dia i nedava a la cascada Franangrsfors. Loki considera quin tipus de trampes els déus podrien elaborar per atrapar-lo allà, assegut davant la seva casa de quatre portes al cim d'una muntanya, va teixir amb fil de lli "el que des d'aleshores ha estat la xarxa de pesca". Loki es va adonar que els déus no estaven molt lluny d'ell i que Odin l'havia vist des de Hliðskjálf. Loki es va asseure davant d'un foc i quan es va adonar que els déus estaven venint a prop seu va llançar la xarxa al foc i es va aixecar d'un salt i es va ficar al riu. Els déus van arribar a la casa de Loki i el primer a entrar va ser Kvasir, a qui l'Alt descriu com "el més savi de tots". Kvasir va veure la forma de la xarxa en les cendres del foc i així es va adonar del seu propòsit, per a capturar peixos. I així Kvasir va dir als déus el que en pensava. Els déus van usar la forma que trobaren en la cendra com a model i amb ella van fer fora del riu a Loki, el que resultà en la seva captura i encadenament.
Al Skáldskaparmál, Kvasir s'esmenta diverses vegades. En el capítol 57 del llibre, Ægir pregunta el déu skaldic Bragi on s'origina l'art de la poesia. Bragi diu que els Æsir un cop s'enfrontaren amb els Vanir (veure Guerra Aesir-Vanir), però finalment es van unir per fer la pa. Els dos grups van decidir formar una treva a dues bandes escopint en una tina. Quan se'n van anar els déus van celebrar la cuba com un símbol de la seva treva i van decidir no deixar que es malgastés i en van fer un home d'ella. L'home es deia Kvasir, i ell era molt savi, tant que sabia la resposta a qualsevol pregunta que li van formular. Kvasir va viatjar al llarg i ample de tot el món ensenyant a la humanitat i difonent el seu vast coneixement. Amb el temps dos nans (dvergar, veure Vaettir), Fjalar i Galar, van convidar a Kvasir a casa per a una xerrada privada. A l'arribar Kvasir els dos nans el van matar i drenaren la seva sang en tres objectes. Dos dels objectes eren cisternes, anomenades Són i Boðn, i el tercer era una olla anomenada Óðrerir. Fjalar i Galar barregen la sang amb la mel i la barreja es va convertir en aiguamel, i a qui beu d'ella es converteix en un poeta o erudit (la sang de Kvasir s'havia convertit en la Hidromel de la poesia). Els dos nans explicaren als Aesir que Kvasir va morir "ofegat d'intel·ligència", ja que no n'hi havia cap entre ells que estigués tan ben educat com per ser capaç de plantejar preguntes. Bragi li diu com l'aiguamel de la poesia, gràcies al déu Odin, en última instància, va arribar a les mans de la humanitat.
En el capítol 3 del Skáldskaparmál es proporcionen formes poètiques (kenning) de referir-se a la poesia, entre ells "la sang de Kvasir". Com a referència, part de la Vellekla obra del segle x del skald islandès Einarr Skálaglamm s'utilitza el terme "sang de Kvasir" per "poesia". A més, en el capítol 3, una narració en prosa esmenta que de la sang de la Kvasir es va fer L'Hidromel de la Poesia.
Kvasir és esmentat en un evemeritzat recompte de l'origen dels déus en el capítol 4 de la Saga Ynglinga, contingut dins la Heimskringla. Ek capítol explica que Odin va declarar la guerra als Vanir, però els Vanir no podien ser derrotats, de manera que els dos van decidir intercanviar ostatges en un acord de pau. Kvasir, aquí un membre dels Vanir i descrit com el "més intel·ligent entre ells", s'inclou entre els ostatges.

## Teories i interpretacions
El professor Rudolf Simek comenta que Kvasir probablement es referia originalment al suc espremut de les baies, després fermentat. En algunes cultures antigues les baies es mastegaven comunalment abans de ser escopides en un recipient que, Simek assenyala, és paral·lel exactament al mite de la creació de Kvasir. Simek diu que la descripció de Snorri es demostra encara més fidel a través de l'(anteriorment esmentat) kenning skaldic del segle x "la sang de Kvasir" (nòrdic antic Kvasis Dreya), i que hi ha forts paral·lels entre el conte nòrdic antic del robatori de l'aiguamel de la poesia per Odin (en la forma d'una àguila) i el conte sànscrit del robatori del Soma, la beguda dels déus, pel déu Indra (o una àguila), i que aquests paral·lelismes apunten a una base Protoindoeuropea comuna. A més, comenta Simek, la barreja de saliva en una cubeta entre els dos grups de déus apunta a una base antiga del mite, com el costum de la barreja de saliva i beguda embriagant està ben arrelat en la pacificació i unió tradicional de pobles de l'antiguitat.

## Influència moderna
Un cercador noruec, Kvasir, rep el nom del déu, com ho fa una cervesa especial elaborada per Dogfish Head Brewery sobre la base d'una antiga beguda escandinava.